# Korbinian Brodmann

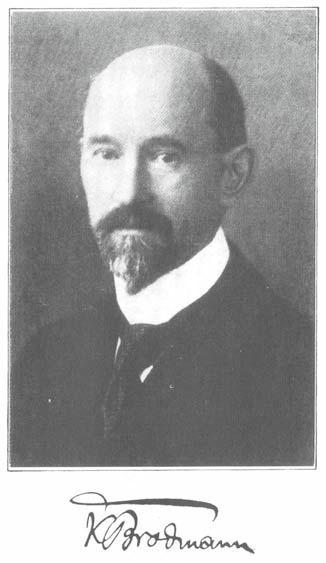
Korbinian Brodmann

Korbinian Brodmann  (Liggersdorf, 17 de novembro de 1868 — Munique, 22 de agosto de 1918) foi um neurologista e psiquiatra alemão que ficou famoso pela sua definição do cortéx cerebral em 52 áreas distintas conhecidas como Áreas de Brodmann.

## Biografia
Bordmann nasceu em Liggersdorf, na Provínvia de Hohenzollern, e estudou medicina em Munique, Würzburgo, Berlim e Freiburg, onde recebeu o seu diploma em medicina em 1895. Posteriormente estudou na Escola de Medicina da Universidade de Lausanne na Suíça e então trabalhou na Universidade Clinica de Munique. Ele obteve um grau médico na Universidade de Leipzig em 1898 com uma tese sobre esclerose ependimal crónica. Ele trabalhou também na Clinica Psiquiátrica da Universidade de Jena com Ludwig Binswanger e no Asilo Mental Municipal de Frankfurt entre 1900 e 1901. Aí ele conheceu Alois Alzheimer que influenciou a sua decisão de seguir a investigação das neurociências básicas
A seguir a isto, Brodmann começou a trabalhar em 1901 com Cécile e Oskar Vogt no instituto privado Neurobiologische Zentralstation em Berlim e em 1902 no Laboratório Neurobiológico da Universidade de Berlim. Em 1915 juntou-se ao Kaiser-Wilhelm-Institut für Hirnforschung (Instituto para a Investigação Cerebral).
Em 1909 ele publicou a sua investigação original sobre a citoarquitetura cortical no Vergleichende Lokalisationslehre der Großhirnrinde in ihren Prinzipien dargestellt auf Grund des Zellenbaues (Estudos da Localização Comparativa no Cortéx Cerebral, os seus fundamentos representados na Arquitetura Celular Básica).
Nos anos seguintes ele trabalhou na Universidade de Tubinga, onde foi capacitado e se tornou professor em 1913 e trabalhou de 1910 a 1916 como médico e presidente do Laboratório de Anatomia da Universidade Psiquiátrica Clinica. Em 1916 mudou-se para Halle para trabalhar no Hospital Municipal de Nietleben. Finalmente em 1918 aceitou o convite da Universidade de Munique para dirigir o grupo de histologia no Centro de Pesquisas Psiquiátricas.
Morreu em Munique devido a uma infeção séptica generalizada seguida de pneumonia com quase 50 anos a 22 de Agosto de 1918.

## Áreas de Brodmann
As áreas que ele dividiu no cérebro são agora denominadas de áreas de Brodmann. Existem no total 52 áreas que estão divididas em 11 áreas histológicas. Brodmann usou uma variedade de critérios para mapear o cérebro humano, incluindo a atenção à anatomia grosseira assim como a examainação de microestruturas corticais.
Brodmann definiuque estas diferentes áreas com diferentes estruturas tinham funções diferentes. De facto, algumas dessas áreas foram mais tarde associadas a funções nervosas, como por exemplo:
- Áreas 41 e 42 de Brodmann no lobo temporal relacionadas com a audição
- Áreas 45 e  a sobreposição da área de Broca na área 44 de Brodmann para a linguagem nos humanos
- Áreas 1, 2 e 3 de Brodmann na circunvalação (giro) pós-central do lobo parietal na área somatossensorial
- Áreas 17 e 18 de Brodmann no lobo occipital relacionadas com a área visual primária

O seu trabalho em identificar as áreas da citoarquitetura foi fortemente influênciada por Oskar Vogt, que definiu mais de 200 áreas distintas no cérebro.